# Рухумуриза, Абрахам
Абрахам Рухумуриза (фр. Abraham Ruhumuriza, род. 28 августа 1979) — руандийский шоссейный велогонщик.

## Карьера
В 2007 году принял участие в чемпионате мира по шоссейному велоспорту «В».
В 2010 году принял участие в Играх Содружества 2010 проходивших в Дели (Индия), где выступил в групповой гонке по итогам которой занял предпоследнее 51-е место.
Несколько раз принимал участие в чемпионате Африки.
В период с 2007 по 2016 год в рамках Африканского тура UCI стартовал на Ивуарийском туре мира
Туре Руанды, Туре Египта, Тропикале Амисса Бонго, Туре Марокко, Туре Камеруна,
Туре Квита Изины, Туре Эритреи, Туре Кот-д’Ивуара. А в рамках Американского тура UCI стартовал на Туре Гилы и Тур ду Рио.
Основных успехов добился на родине. Дважды становился призёром чемпионата Руанды в групповой гонке. Пять раз выиграл Тур Руанды и трижды Тур Квита Изины.

## Достижения
2002
Тур Руанды
2003
Тур Руанды
2004
Тур Руанды
2005
Тур Руанды
2007
Тур Руанды
2008
5-й на Тур Руанды
2009
Тур Квита Изины
2010
4-й и 7-й этапы на Тур Камеруна
Тур Квита Изины
2011
3-й на Чемпионат Руанды — групповая гонка
2012
Тур Квита Изины
Генеральная классификация
2-й этап
2015
3-й на Чемпионат Руанды — групповая гонка

## Рейтинги
| Год                 | 2008  | 2009 | 2010 | 2011  | 2012 | 2013  | 2014  | 2015 | 2016   |
| ------------------- | ----- | ---- | ---- | ----- | ---- | ----- | ----- | ---- | ------ |
| Мировой рейтинг UCI |       |      |      |       |      |       |       |      | 1869-й |
| Африканский тур UCI | 110-й | -    | 39-й | 157-й | 19-й | 111-й | 130-й | 77-й | 148-й  |
|                     |       |      |      |       |      |       |       |      |        |
| Источник: UCI       |       |      |      |       |      |       |       |      |        |